# Lime Rock Park
O Lime Rock Park é um autódromo localizado em Lakeville, no estado do Connecticut, Estados Unidos, o circuito possui 2,41 km (1,5 milhas) de extensão com 7 curvas, foi projetado por Jim Vaill e inaugurado em 1957, atualmente é de propriedade do ex-piloto Skip Barber.